# زوسر
زوسر (ويعرف أيضا باسم نيت جيريخت، توسورثروس، سيسورثوس) كان فرعونًا مصريًا قديمًا من الأسرة الثالثة خلال المملكة القديمة ومؤسس هذه الأسرة. كان ابن الملك خع سخموي والملكة نيماعت حاب، ولكن ما زال من غير الواضح ما إذا كان الوريث المباشر للعرش. أغلب قوائم الملك رمسيس الثاني تضع اسم الملك نبكا قبله في الترتيب الزمني، ولكن نظرًا لأنه لا تزال هناك صعوبات في ربط اسم نبكا بأسماء حورس المعاصرة، فإن بعض علماء المصريات لا زالوا يشككون في التسلسل الزمني لملوك الأسرة الثالثة.
ذكر اسمه في بردية تورين باللون الأحمر تمييزا له عن باقي ملوك الدولة القديمة. ويعدّ الهرم المدرج الذي أمر زوسر المهندس إمحتب ببنائه أول بناء حجري ضخم عرفه التاريخ.

## عهده

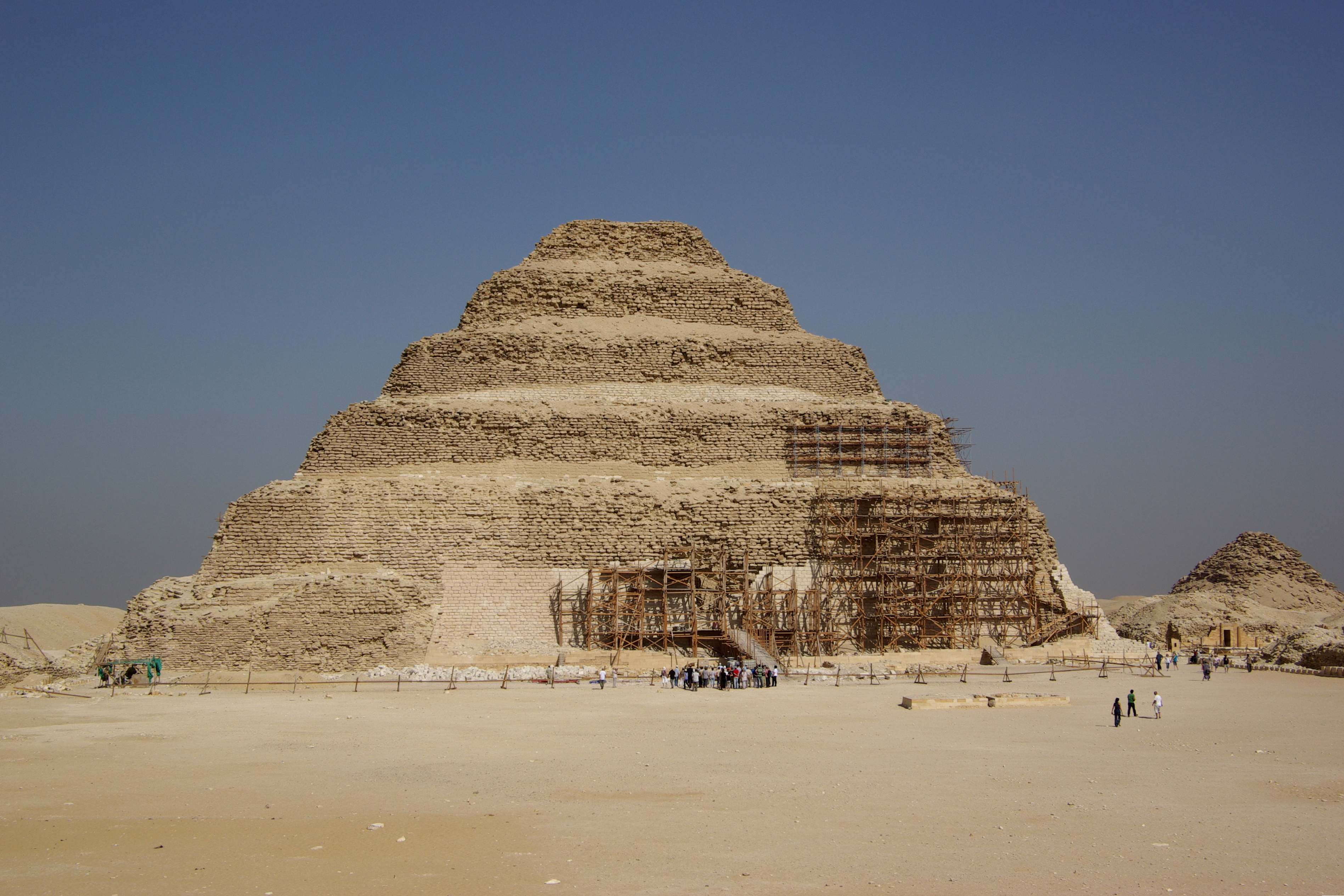
هرم سقارة المدرج

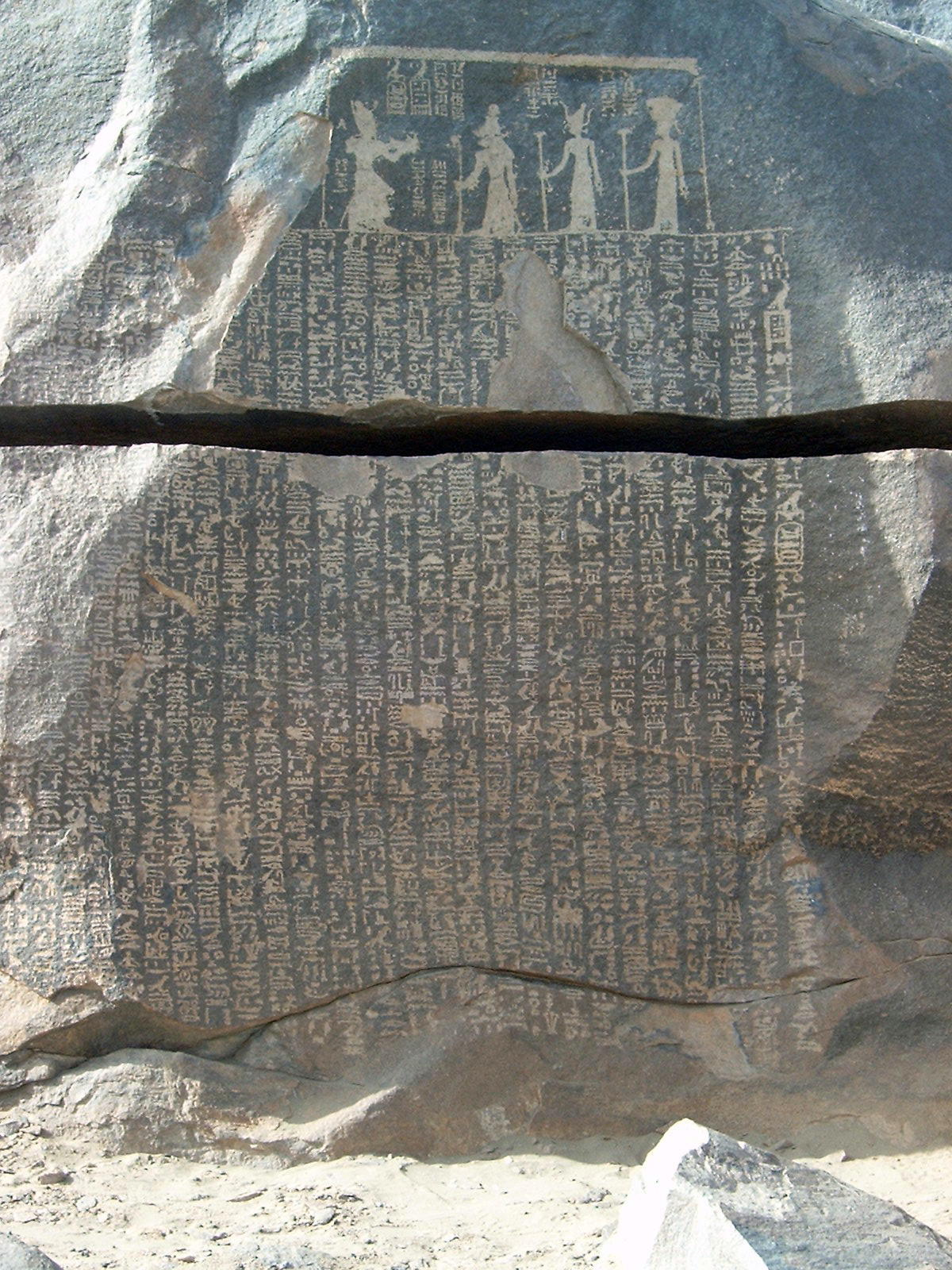
لوحة المجاعة التي أمر زوسر بنقشها في جنوب مصر.

ذكر المؤرخ الفرعوني مانيتون أن زوسر حكم لمدة 29 سنة (2640ق.م - 2611ق.م)، بينما تذكر بردية تورين أن فترة حكمه امتدت فقط 19 عام (2630 ق.م - 2611 ق.م). إلا أن الكثير من المؤرخين الحاليين يرجحون أن فترة حكمة امتدت لمدة 29 عام بسبب ضخامة أعماله الإنشائية التي قام بها. وعليه فإن فارق السنوات بين الرقمين قد يعني أن زوسر هو نفسه الفرعون الأول في الأسرة الثالثة.
و له نقش في أحد جزر أسوان، يسرد أحداث المجاعة التي حدثت في عهده بسبب نقص فيضان النيل، حيث قدم زوسر القرابين لخنوم معبود الشلال. وذكر فيه التالي:
| زوسر | قلبي كان في ضيق مؤلم، لأن النيل لم يفض لسبع سنوات. الحبوب لم تكن وفيرة، البذور جفت، كل شيء كان يملكه الفرد ليأكله كان بكميات مثيرة للشفقة، كل شخص حرم حصاده. لا يمكن لأي شخص أن يمشي أكثر؛ قلوب كبار السنّ كانت حزينة وسيقانهم إنحنت متى جلسوا على الأرض، وأيديهم أخفت بعيدا. حتى خدم المعابد كانوا يذهبون، المعابد أغلقت والملاجئ غطّيت بالغبار. باختصار، كلّ شيء في الوجود أصيب | زوسر |

و يأتي الرد من خنوم حسب النقش:
| زوسر | أنا سأجعل النيل يرتفع لك. لن يكون هناك سنوات أكثر عندما يخفق الغمر في تغطية أي منطقة من الأرض. الزهور ستورق، وتنحني جذوعها تحت وزن غبار الطلع | زوسر |

يعدّ الملك زوسر من أقوي الملوك الذين حكموا مصر ولقب المهندس المعماري إمحتب الذي شيد له الهرم بعدة القاب منها: ناظر القصر وتيتي خرن سو، وكان أول طبيب كبير يعرفه المصريون واعتبروه اله الطب والشفاء نظرا لقوة معرفته في الطب.
- اتخذ زوسر منف عاصمة له.
- قام باستخراج النحاس والتركواز من سيناء مما أمن له ثروة ضخمة مكنته من القيام بأعمال إنشائية ضخمة.
- وسع دولته جنوبا بعد أن بسط نفوذه على النوبيين ومد حدود البلاد إلى ما بعد الشلال الأول.

## حملاته
كان زوسر أول فرعون يرسل حملات إلى وادي المغارة في سيناء لاستخراج النحاس والفيروز. وتوجد لوحة منقوشة لزوسر في هذا الوادي تبينه يضرب أحد الأعداء في الصورة المعروفة للملك مينا والتي داوم عليها قدماء المصريين ورسموها لكل ملك على المعابد على مر العصور. في لوحة زوسر تظهر إلهة وخلفها يظهر شخص يميزه كتابة هيروغليفية بأنه «عنخ إن - إيتي»، أي «مدير الصحراء» ورئيس البعثة.

ومع أن التاريخ يذكر بعثات مصرية قديمة ونشاطات إلى سيناء من عصر ما قبل الأسرات، إلا أنه يبدو أنه في عصر الأسرتين الثانية والثالثة أصبحت هناك إدارة خاصة لتلك المناطق في البلاط الملكي.
.

## بدء اللقب الذهبي
خلال حكم الفرعون زوسر حظيت عبادة الشمس باهتمام كبير تماشت مع المنزلة العالية المقترنة بالفرعون. فمنذ عهد الأسرة الأولى على الأقل ظهر وصف فرعون بأنه حورس الحي «تحت الشمس»، مقترنا بتعبير «نبو» أي الذهب. ولكن في عهد الفرعون زوسر
أصبح اللقب الملكي «حورس الحي على الأرض»، أي جعل الملك في مرتبة الشمس.

تظهر تلك المقارنة أيضا في بناء الأهرامات التي كبرت أحجامها في عهد زوسر. ويبين بناء هرم زوسر المدرج الفلسفة الجديدة، وهي تصميم جديد كبير يبقى أزليًا ويرفع الملك إلى منزلة أبدية مثل الشمس. وقام زوسر بإنشاء مقبرته داخل الهرم مستغنيًا بذلك عن مقبرته التي كان من المفروض بنائها في أبيدوس (في جنوب مصر) مثل أسلافه، وأصبحت مقبرته في سقارة.

يدعم ذلك أيضا انتشار عبادة الشمس وبدء بناء بهو المقبرة بأعمدة من الحجر بدلا من بنائها من الخشب والمعدن. فقد اتخذت مقبرة الملك مساحة هائلة تضم الهرم والعديد من بهوات الأعمدة والسراديب وإحاطتها بسور حجري. ويقرن العديد من علماء الآثار، مثل«يوخيم كال» و«ستيفن كرك» و«ولف جانج هيلك» إلى اقتران ذلك بإدخال اللقب الذهبي من زوسر الذي يرفعه إلى منزلة إلهية تساويه بإله الشمس.
ويعتقد كل من «كال» و«كيرك» أن اتخاذ لقب حورس الذهبي غير من الفكر الديني أيام زوسر وطوره عبر العصور التالية، مما جعل جميع الفراعنة الذين أتوا بعد زوسر يتخذوا لقب حورس الذهبي من بعده.

## مقبرته

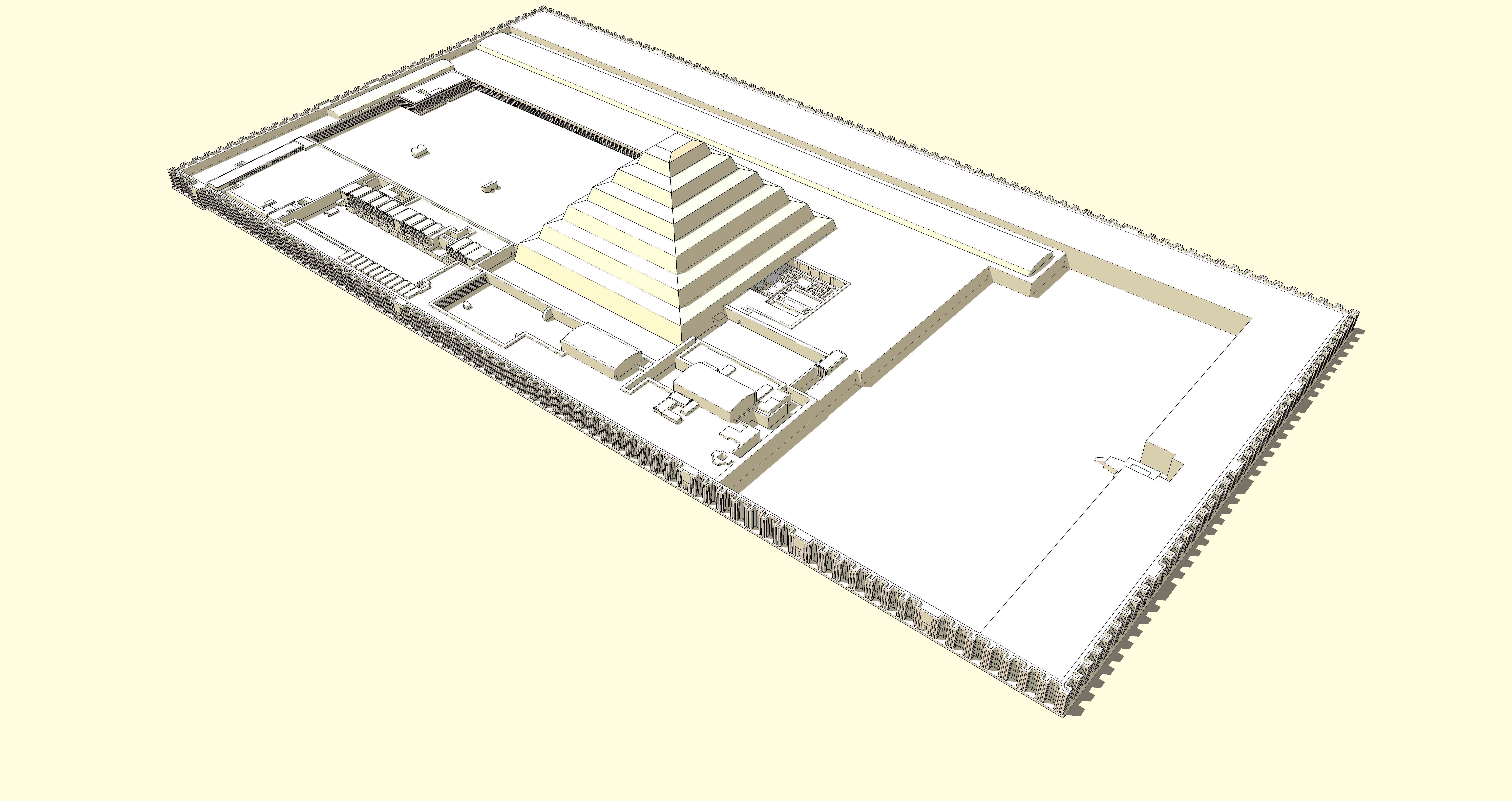
نموذج مجموعة هرم زوسر (كما يرى من الشمال الشرقي).

### الهرم
بنى زوسر هرم سقارة المدرج على مسافة ميل من جرف سقارة ليبتعد عن باقي المقابر، وأشرف على البناء وزيره امحتب، يتكون الهرم من ست مصاطب غير متساوية وبارتفاع يبلغ 63 متر ومكسو بحجر جيري أبيض. أما من الداخل فيتكون من شبكة ممرات ودهاليز. أما غرفة دفن الملك فبنيت من الجرانيت والرخام.

## تمثاله

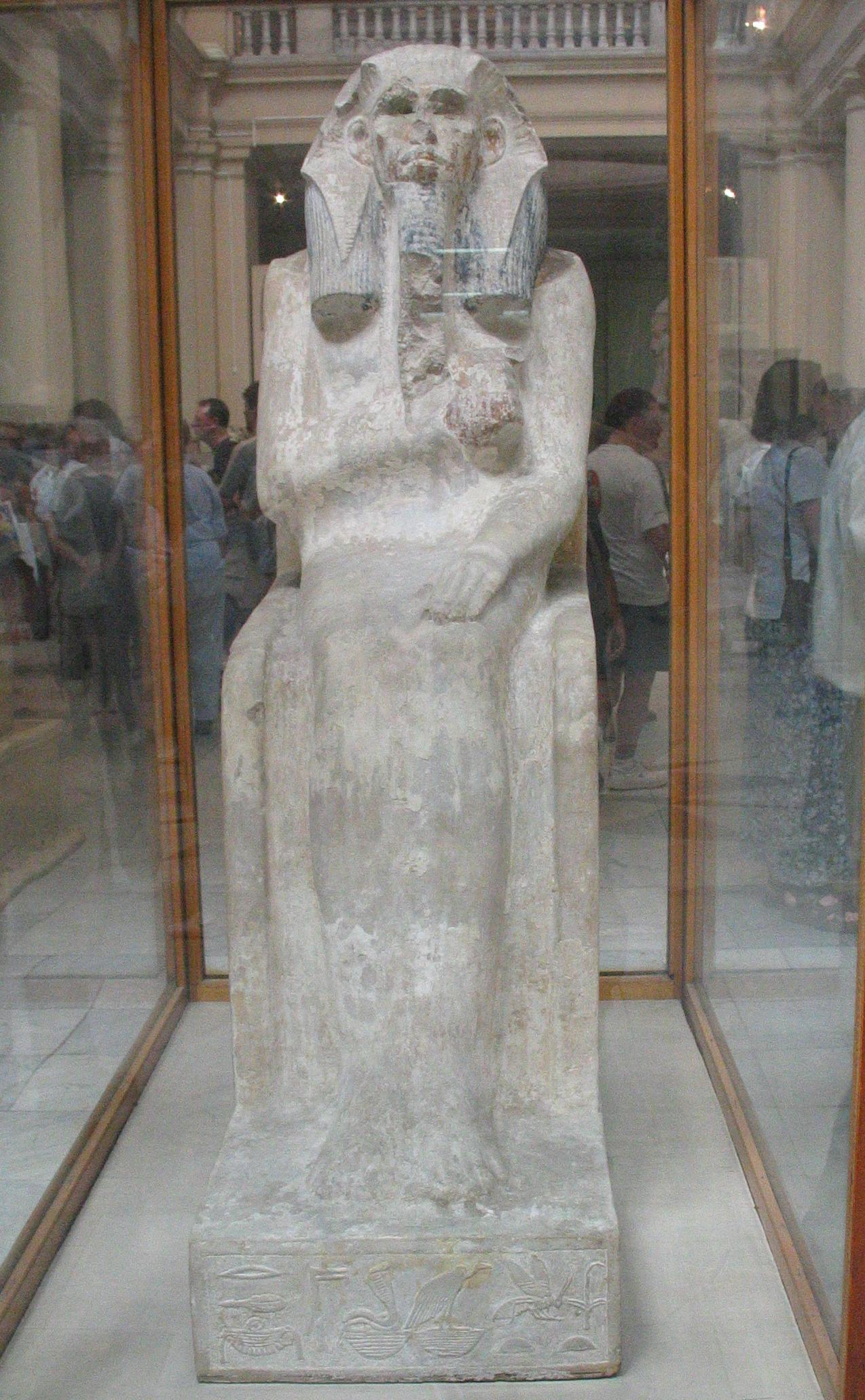
تمثال زوسر بالمتحف المصري

هذا التمثال الكامل لزوسر عثر عليه في حجرة ضيقة والتي تعرف باسم السرداب، وتقع شمال الهرم المدرج للملك زوسر بسقارة. وهذا التمثال أقدم ما عرف من التماثيل بالحجم الطبيعي في مصر، وهو يمثل الملك زوسر جالسا على العرش، وقد غطى جسده رداء احتفالي وكان التمثال بأسره مكسوا بطبقة من ملاط أبيض ثم لون. أما العينان الغائرتان فكانتا يومًا ما مرصعتين. ويتخذ الملك شعرا مستعارا أسودا يعلوه لباس الرأس الملكي المعروف باسم «النمس»، فضلًا عن اللحية المستعارة الشعائرية. وقد نقش السطح الأمامي من القاعدة بنص هيروغليفي دقيق ينطق عن أسماء وألقاب ملك مصر العليا والسفلى  نيثر خت.

## زوسر وإمحتب
أحد أهم الشخصيات التي عاصرت عهد الفرعون زوسر كان الطبيب المهندس إمحتب. عمل إمحتب وزيرًا ومستشارًا للملك زوسر، فكان «رئيسًا للبلاط الملكي» و«مدير أعمال منشآت الملك». كان إمحتب ناظرا على أعمال منشآت زوسر وكذلك منشآت الملك سخم خت. وربما كان معنيا في «بردية وستكار» تحت رواية «خوفو» والساحر. ولكن مقدمة البردية وجدت في حالة سيئة فلم يستطع العثور على اسم إمحتب.
وتذكر وجدت في بردية في معبد تبتونس ترجع إلى القرن الثاني قبل الميلاد، تقص قصة مكتوبة الخط بالديموطي عن زوسر وإمحتب. وكان إمحتب في عصر زوسر من الشخصيات الهامة حتى أنه كان يذكر على تماثيل الفرعون زوسر التي كانت تقام في سقارة.
و وصل تقدير المصريين القدماء لشخص المهندس «إيموحتب» أن تم تقديسه في عصور لاحقة حتى وصل إلى مرتبة الآلهة وهو ما يظهر واضحا في نقوش معبد الإله سوبك في مدينة كوم إمبو بالقرب من أسوان، حيث تمت عبادته كإله للطب كما هو مسجل خلف قدس أقداس معبد كوم أمبو.

## صور لآثاره

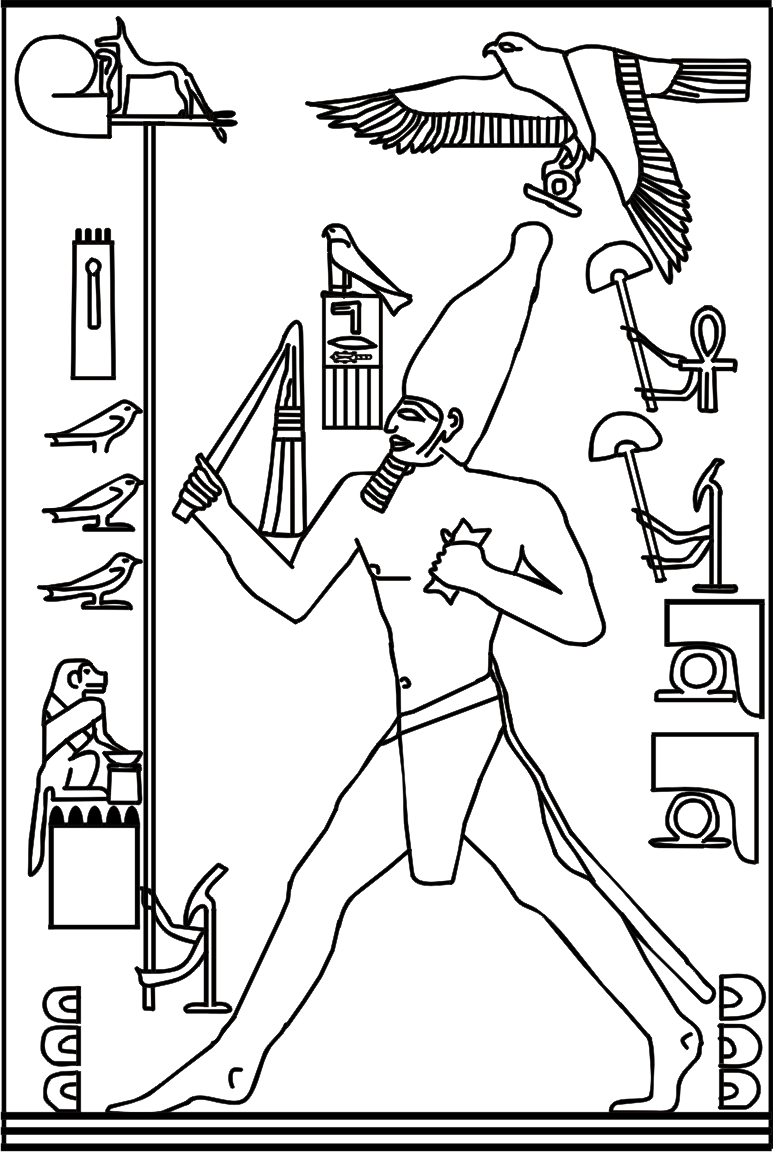
صورة زوسر يجري أثناء "عيد حب" (نقش من الدهليز تحت الأرض)
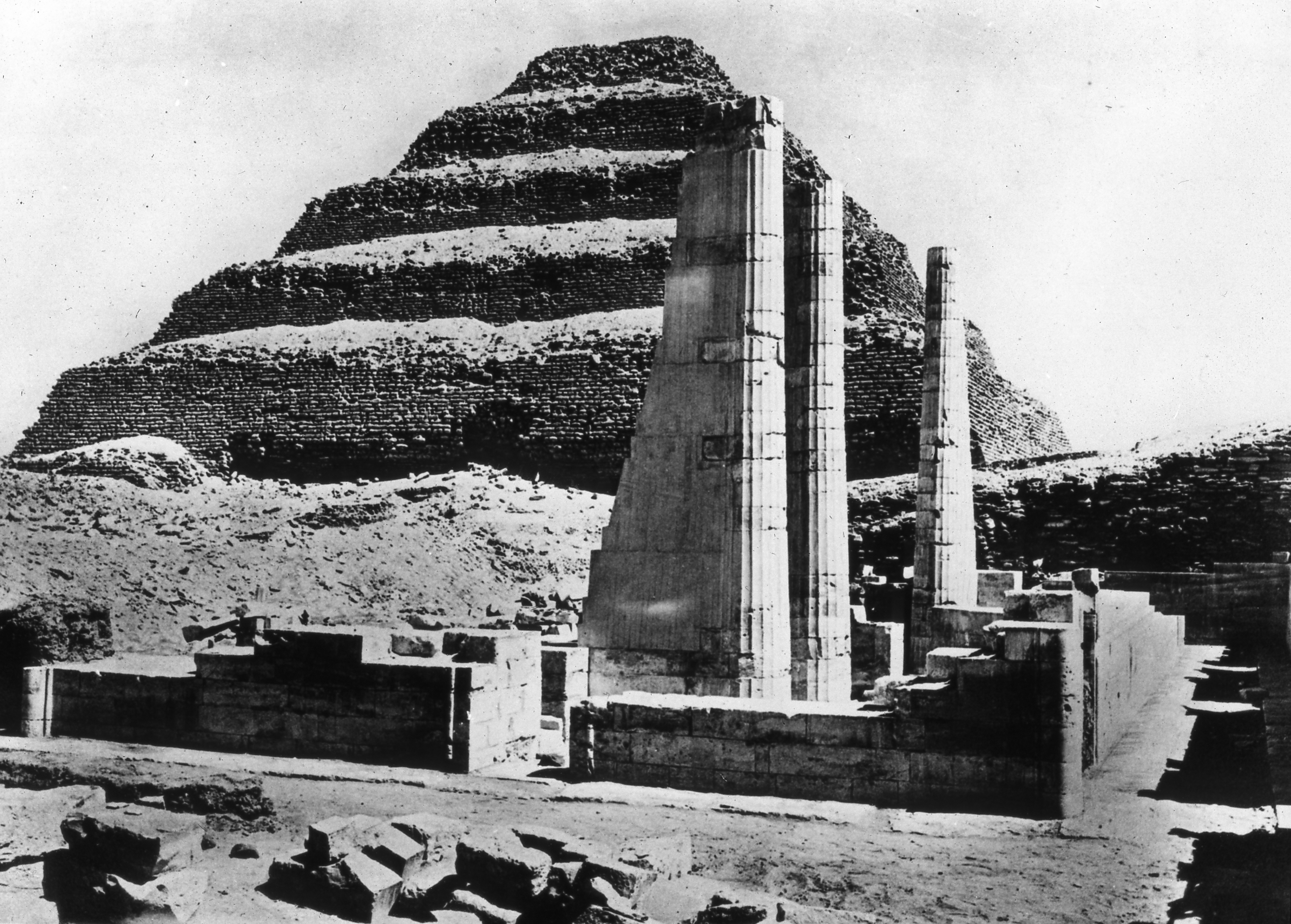
الهرم المدرج وأعمدة الحجر الجيري
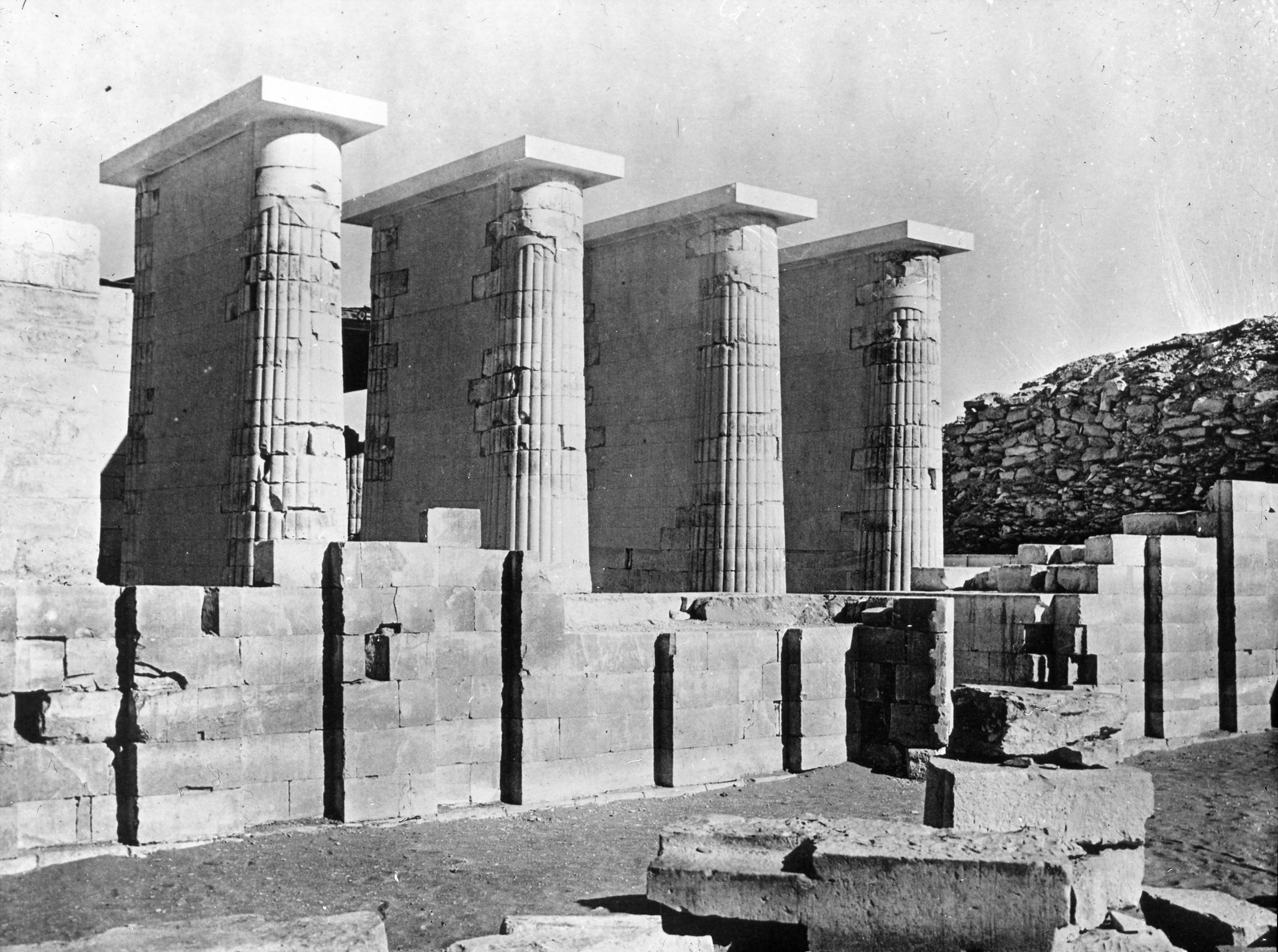
المنطقة الجنائزية لزوسر وبهو الأعمدة الغربي.
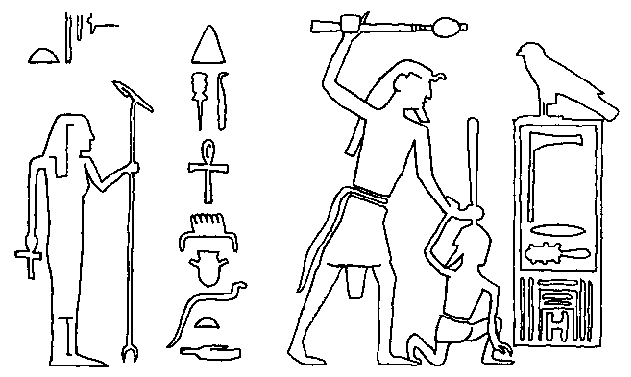
نقش يمثل زوسر يضرب الأعداء من وادي المغارة بسيناء
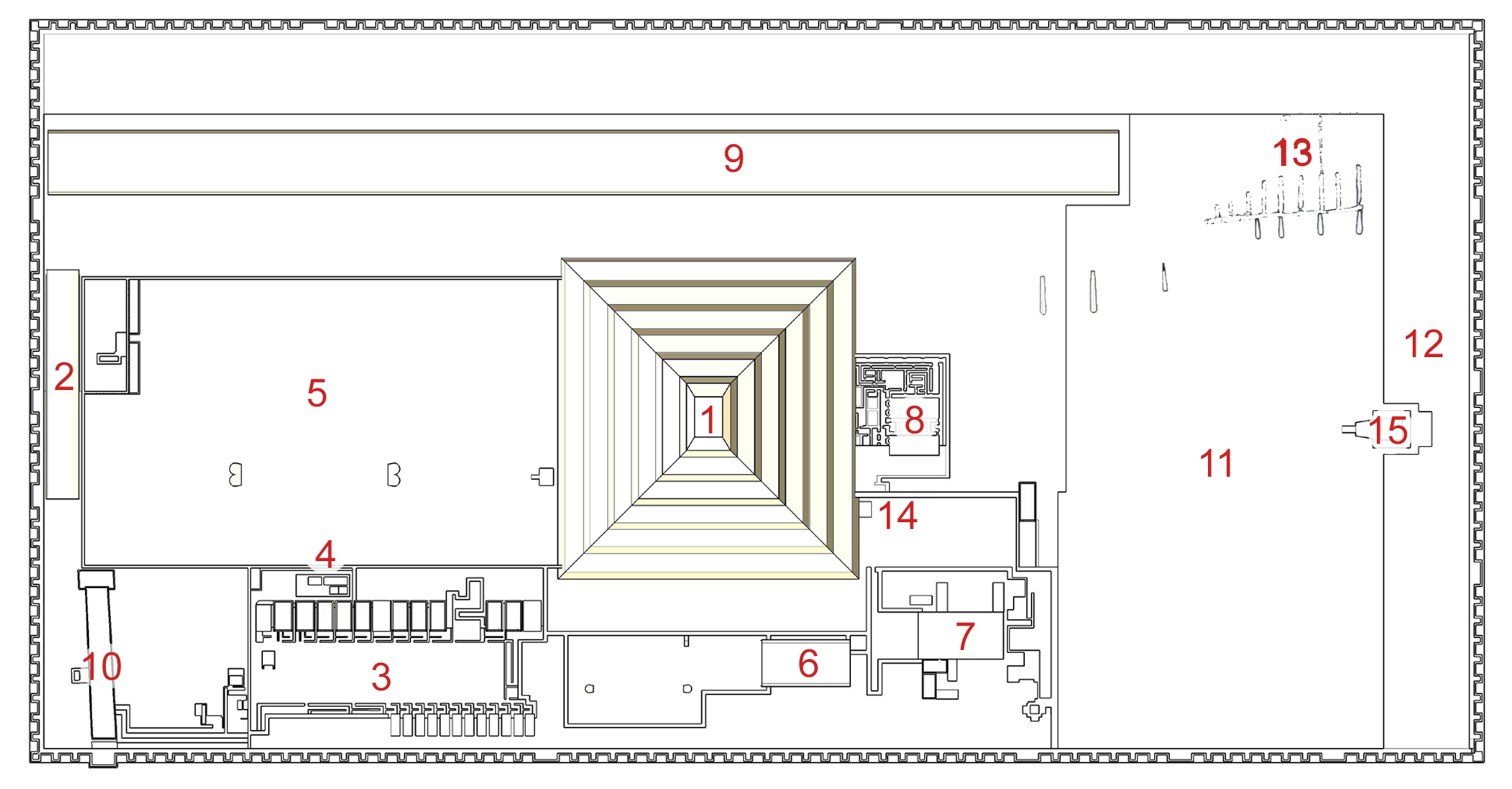
منطقة سقارة الجنائزية محاطة بسور من آثار زوسر
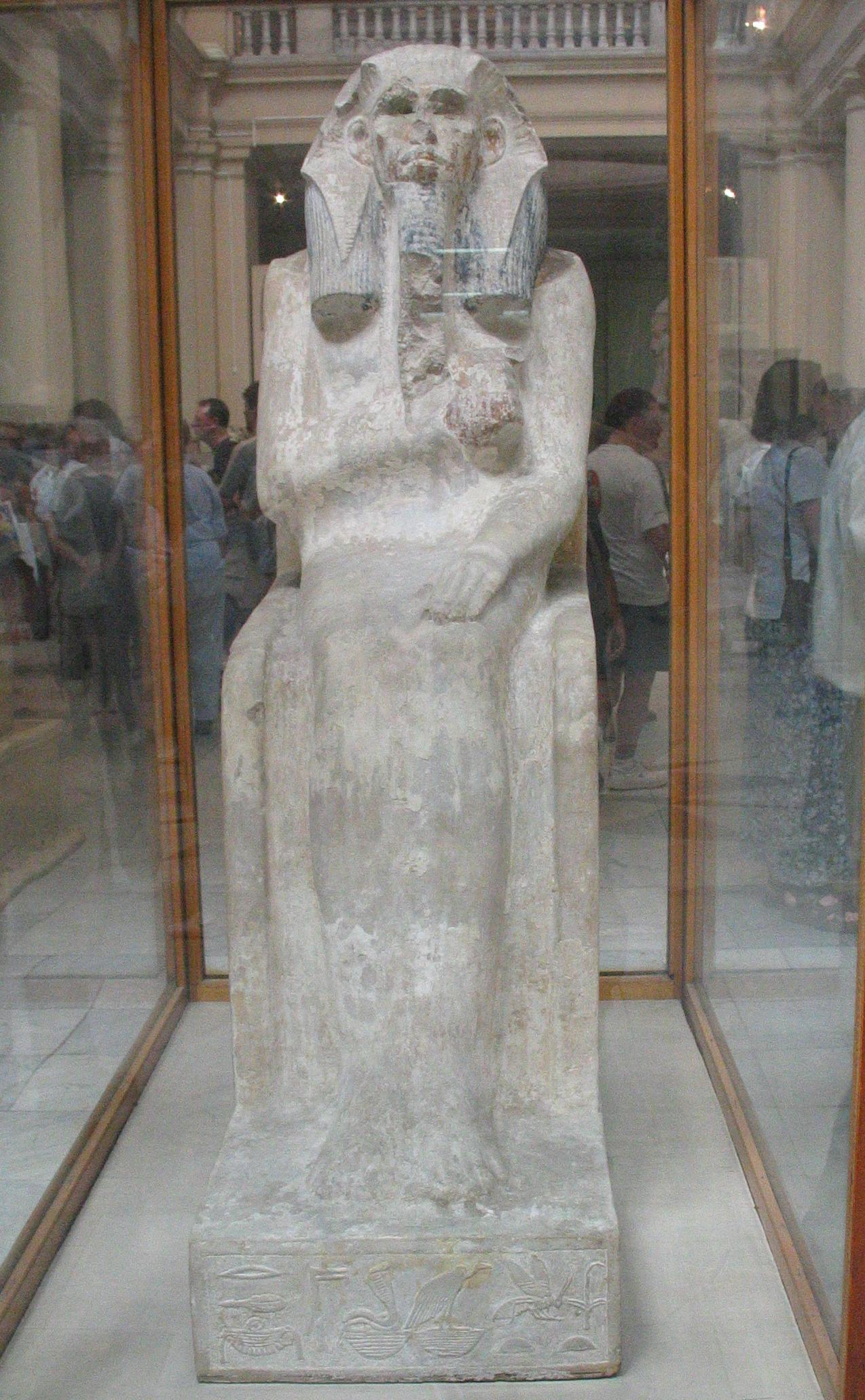
تمثال زوسر بالمتحف المصري بالقاهرة
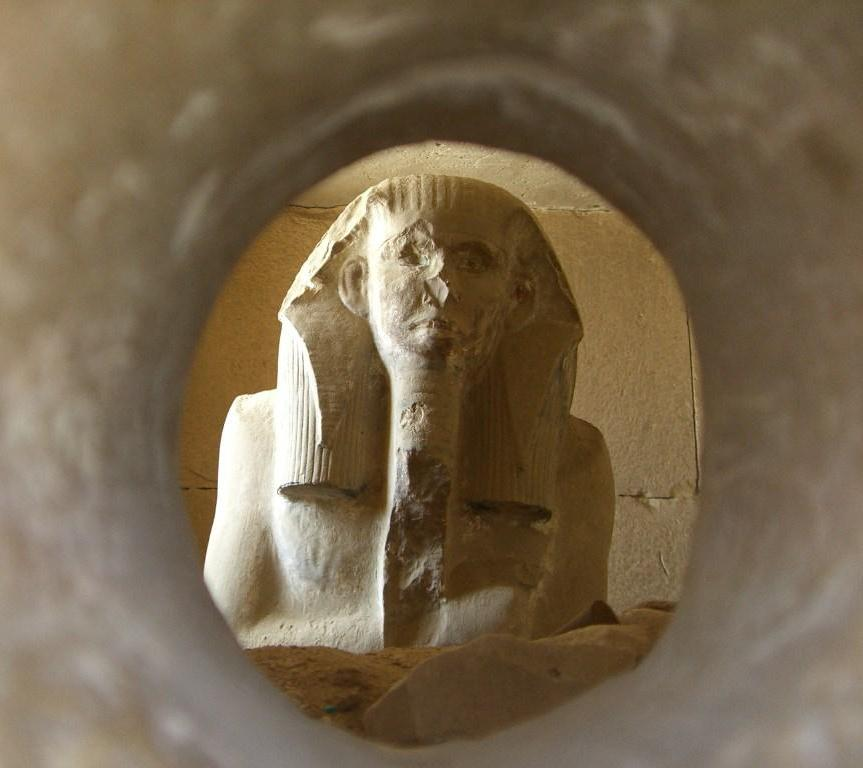
نموذج تمثال لزوسر في أحد سراديب سقارة
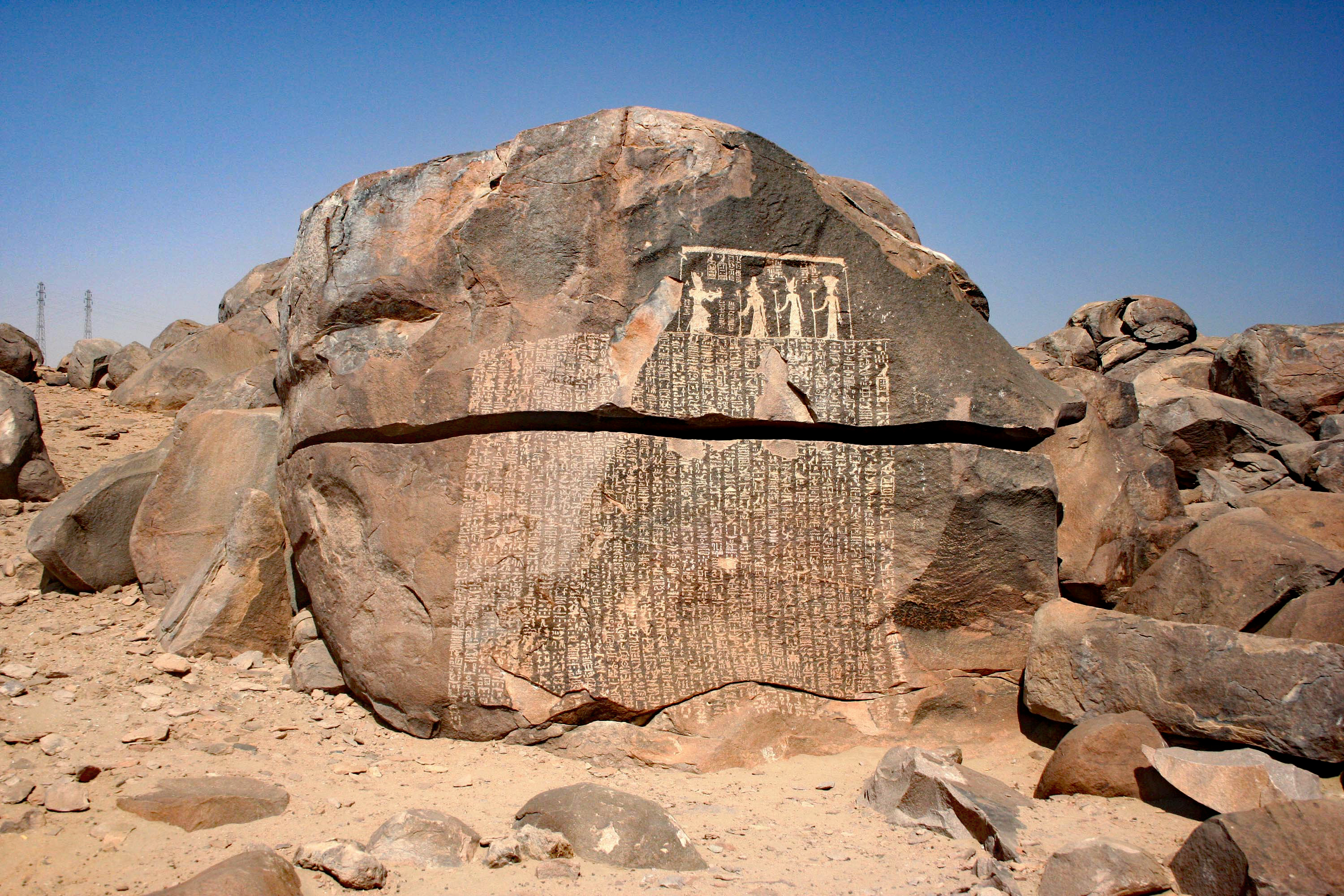
لوحة زوسر ، دعاء لجلب الفيضان.
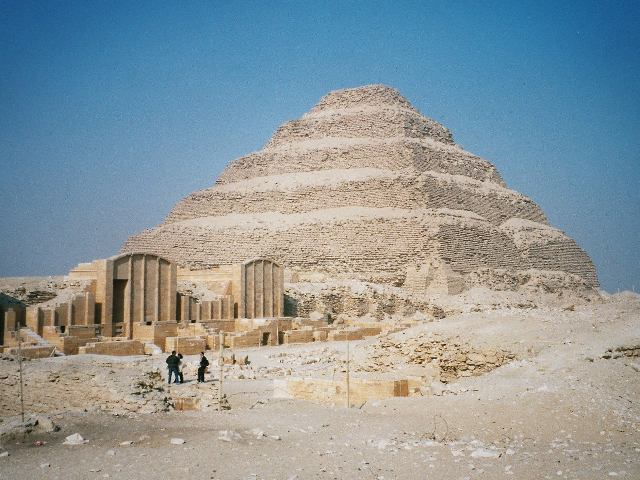
مجمع هرم زوسر ، بسقارة
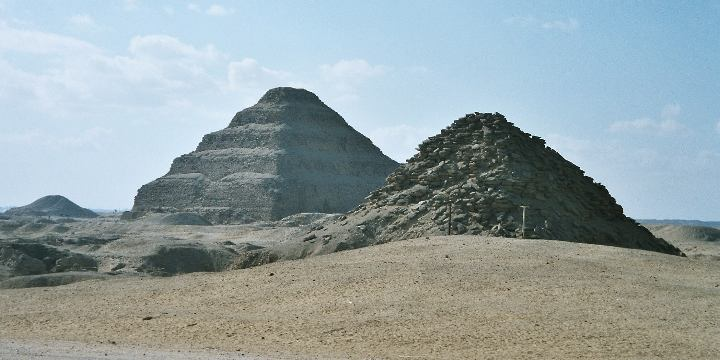
بانوراما سقارة
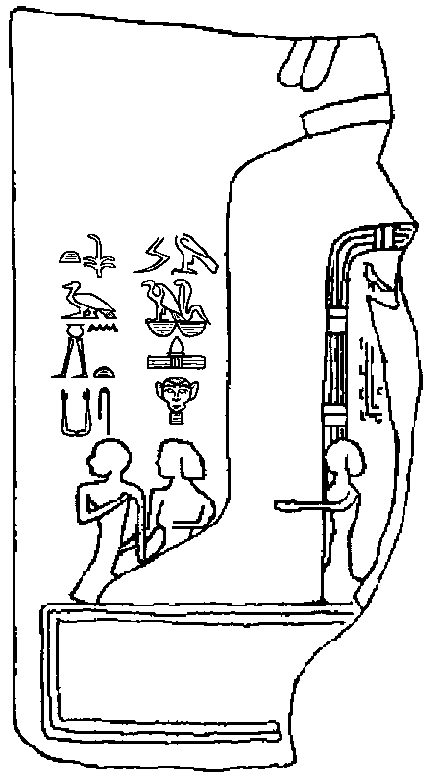
جزء من لوحة من هليوبوليس تبين زوسر وزوجته حتب فرنبتي وابنتهما إينتكاس

## وصلات خارجية
- A Detailed profile of Djoser
- (بالإنجليزية) Datations, titulatures, cartouches, translittérations, etc.
- (بالإنجليزية) (بالبولندية) datations et titulatures

## اقرأ أيضا
- وادي المغارة
- هرم ميدوم
- خوفو
- حم إيونو